# Ragdoll Producties
Ragdoll Producties was een Brits entertainmentbedrijf, dat zich vooral richtte op kindertelevisie.

## Geschiedenis
De omderneming werd in 1984 opgericht door Anne Wood. Andere belangrijke personen waren Andrew Davenpoort en Robin Stevens. Tot de populaire producties van Ragdoll behoren Teletubbies, Brum en Tots TV. Om uitgaven te kunnen doen buiten het Verenigd Koninkrijk en Noord-Amerika sloot de companie een joint venture met BBC worldwide onder de naam Ragdoll Worldwide. De bedrijfsactiviteiten werden in 2013 doorverkocht aan DHX Media, nu bekend onder de naam WildBrain.
- Library of Congress Control Number: nr2005002943
- Virtual International Authority File: 148222040